# Kaikhosru Shapurji Sorabji
Kaikhosru Shapurji Sorabji (Chingford, Essex, Reino Unido, 14 de agosto de 1892 - Winfrith Newburgh, Dorset, Reino Unido, 15 de octubre de 1988) fue un compositor, crítico musical, pianista y escritor inglés. Conocido sobre todo por sus obras para piano, de duración y formas muy variadas, desde las miniaturas musicales hasta obras de gran duración y complejidad, como Opus clavicembalisticum o sus Symphonic Variations, de una duración aproximada de 8 horas. 
Hijo de un ingeniero civil zorostriano parsi y una madre inglesa. La gran impresión que le produjo en la infancia la música de Mahler, Debussy, Schönberg, Scriabin o Rajmáninov le llevó a estudiar música. Sorabji siempre tuvo una gran tendencia a vivir aislado, influido por el rechazo social que sintió por su homosexualidad y por su ascendencia extranjera, por lo que no fue escolarizado y se educó con profesores particulares. Sorabji no fue un virtuoso del piano, pero interpretó algunas de sus obras en público entre 1920 y 1936. A fines de la década de 1930, su actitud cambió e impuso restricciones a la interpretación de su música, que no levantó hasta 1976, por lo que su música apenas se tocó y su nombre era más conocido por sus escritos. Durante este tiempo, trasladó su residencia fuera de Londres, en el pueblo de Corfe Castle, Dorset. La información sobre la vida de Sorabji, especialmente sus últimos años, es escasa, y procede sobre todo de la correspondencia que intercambió con sus amigos.

## Mitos y reputación

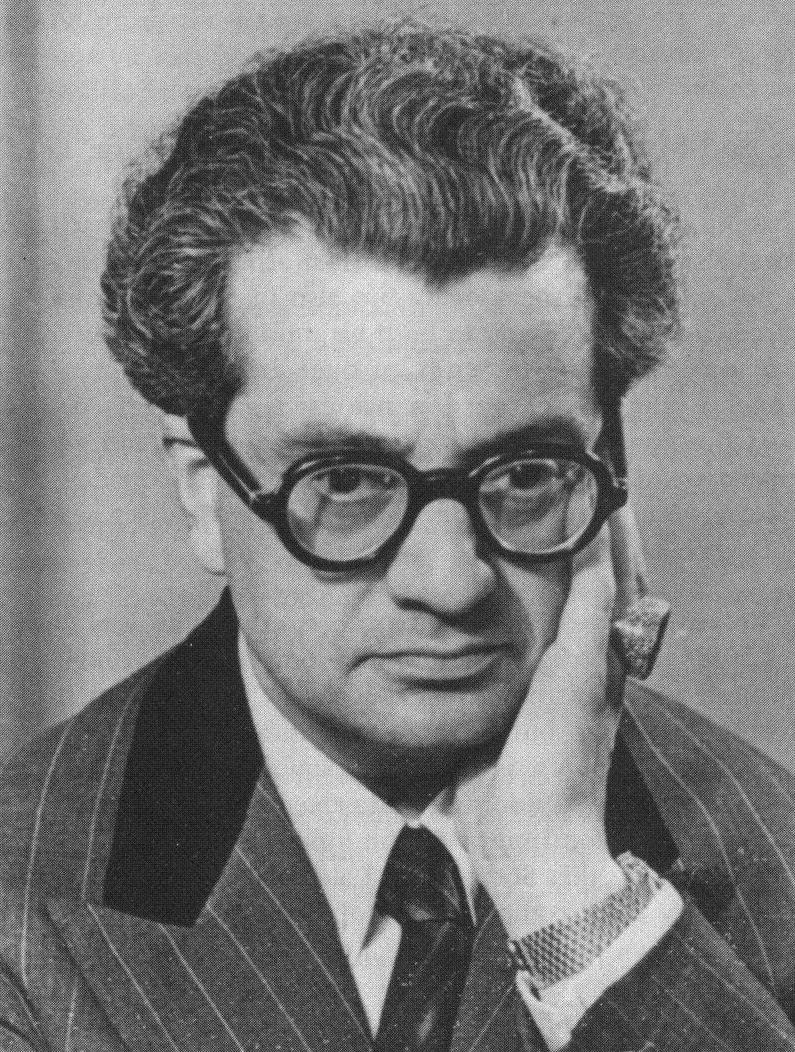
Sorabji en 1945. Su anillo (que dijo que había pertenecido a un cardenal siciliano) es visible en su mano izquierda.

Durante la vida de Sorabji y desde su muerte, han circulado mitos sobre él. Para disiparlos, los estudiosos se han centrado en su método compositivo, sus habilidades como intérprete, las dimensiones y complejidad de sus piezas y otros temas. Ha demostrado ser una tarea desafiante: mientras que casi todas las obras conocidas de Sorabji se han conservado y casi no hay manuscritos perdidos, pocos documentos y elementos relacionados con su vida han sobrevivido. Su correspondencia con sus amigos es la principal fuente de información sobre esta área, aunque falta gran parte de ella, ya que Sorabji a menudo desechaba muchas de sus cartas sin inspeccionar su contenido. Marc-André Roberge, el autor de la primera biografía de Sorabji, Opus sorabjianum , escribe que "hay años sobre los que apenas se puede informar de nada".
Sorabji alimentó algunos mitos él mismo. Afirmó haber tenido parientes en las altas esferas de la Iglesia católica y llevaba un anillo que, según dijo, pertenecía a un cardenal siciliano fallecido y que sería para el Papa tras su muerte. Los habitantes del castillo de Corfe a veces se referían a él como "Sir Abji" y "Príncipe indio". Sorabji solía dar a los lexicógrafos información biográfica incorrecta sobre sí mismo. Uno de ellos, Nicolas Slonimsky, quien en 1978 escribió erróneamente que Sorabji era dueño de un castillo, una vez lo llamó "el compositor más enigmático en existencia".
Durante mucho tiempo se creyó que la madre de Sorabji era hispano-siciliana, pero el erudito de Sorabji, Sean Vaughn Owen, ha demostrado que nació de padres ingleses bautizados en una iglesia anglicana. Descubrió que ella a menudo difundía falsedades y sugirió que esto influyó en Sorabji, quien hizo un hábito de engañar a los demás. Owen concluye que a pesar de la imagen elitista y misantrópica de Sorabji , sus conocidos lo encontraron serio y severo pero generoso, cordial y hospitalario. Resume las tensiones mostradas en la reputación, los escritos, la personalidad y el comportamiento de Sorabji así:
Las contradicciones entre su reputación y la realidad de su existencia eran conocidas por Sorabji y parecen haberle divertido mucho. Este sentido del humor fue detectado por muchos en el pueblo, sin embargo, ellos también eran propensos a creer en sus historias. La conexión papal ... era una de las favoritas y por mucho que Sorabji detestaba ser destacado en un grupo grande, estaba perfectamente contento en situaciones más íntimas llamando la atención directamente sobre su anillo o su actitud espinosa con respecto a la prohibición de su música.

## Obras
Sorabji fue uno de los compositores más prolíficos de su tiempo. Muchas de sus composiciones nunca se han grabado. Muchas de sus obras se distinguen por su extraordinaria duración: varias superan la 3 horas , entre ellas el Opus clavicembalisticum (1929-30) para piano, probablemente su obra más conocida. Por el contrario, algunas de sus composiciones son muy breves, con una duración aproximada de un minuto.
Escribió principalmente para piano y órgano. La segunda de sus tres sinfonías para órgano sigue siendo hasta hoy la obra más larga del repertorio, con una duración de unas 9 horas.
Sorabji también escribió música de cámara, que aún no ha sido grabada.

### Para piano solo
- Siete sinfonías (n.º 0 (1930-31; parte pianística de la Sinfonía II, inacabada, para piano, gran orquesta, órgano, coro y seis voces solistas); Sinfonía Tāntrik (1938-39); n.º 2 (1954), n.º 3 (1959-60); n.º 4 (1962-64); Symphonia brevis (1973); n.º 6 (Symphonia claviensis) (1975-76))
- Seis sonatas: n.º 0 (1917; descubierta póstumamente); n.º 1 (1919); n.º 2 (1920); n.º 3 (1922); n.º 4 (1928-1929); n.º 5 Opus archimagicum (1934-1935)
- Cuatro tocatas numeradas: n.º 1 (1928); n.º 2 (1933-1934); n.º 3 (considerada perdida, se encontró en una colección privada); n.º 4 (1964-1967)
- Cuatro juegos de variaciones:
  - Variazioni e fuga triplice sopra "Dies irae" per pianoforte (1923-26, 64 variaciones)
  - Variaciones sinfónicas para piano" (1935-37; 81 variaciones; en tres libros, el primero de los cuales fue posteriormente orquestado. Esta es la obra más larga de Sorabji, de unas 8-9 horas)
  - Sequentia cyclica super "Dies irae" ex Missa pro defunctis (1948-49; 27 variaciones)
  - Il gallo d'oro" de Rimski-Kórsakov: variaciones frívolas con una fuga anárquica, erótica y perversa (1978-79; 53 variaciones)
- Tres conjuntos de fragmentos aforísticos:
  - Frammenti aforistici (Sutras) (104) (1962-1964)
  - Frammenti aforistici (20) (1964)
  - Frammenti aforistici (4) (1977)
- Quasi habanera (1917)
- Deseo de perderse - Fragmento (1917)
- Dos piezas para piano ("En el invernadero" [1918] y "Toccata" [1920])
- Fantasía española" (1919)
- Preludio, interludio y fuga para piano (1920, 1922)
- Tres pastiches para piano (pastiches de Chopin, Bizet y Rimski-Kórsakov) (1922)
- Rapsodie espagnole de Maurice Ravel : transcription du concerto pour piano (primera versión; 1923)
- Le jardin parfumé: Poème pour Piano Solo (1923)
- Vals-Fantasía para piano (1925)
- Fragmento: Preludio y Fuga sobre FxAxx DAxEx (1926)
- Fragmento escrito para Harold Rutland (1926, 1928, 1937)
- Nocturno, "Jāmī" (1928)
- Passacaglia (inacabada) (1929)
- Introducción, Passacaglia, Cadenza y Fuga (2004; Alexander Abercrombie completó la inacabada Passacaglia de 1929)
- Toccatinetta sopra C.G.F. (1929)
- Opus clavicembalisticum (1929-30)
- Fantasía ispánica (1933)
- Pasticcio capriccioso sopra l'op. 64, no 1 del Chopin (Pastiche de Chopin) (1933)
- Transcripción en el espíritu de la técnica del clavicordio para el piano moderno de la Fantasía cromática de Johann Sebastian Bach, seguida de una fuga (1940)
- Quaere reliqua hujus materiei inter secretiora (basado en "Count Magnus" de M. R. James) (1940)
- Gulistān"-Nocturno para piano (influenciado por Saʿdī de "Golestân") (1940)
- St. Bertrand de Comminges: "Se reía en la torre" (basado en Canon Alberic's Scrap-Book de M. R. James) (1941)
- Estudios trascendentales (100) (1940-44) (en cuatro volúmenes) (Van desde breves estudios virtuosos hasta extensas obras de concierto, como el nº 75 Passacaglia)
- Rapsodie espagnole de Maurice Ravel: transcripción del concierto para piano (segunda versión; 1945)
- Transcripción del Preludio en mi bemol de Bach (1945)
- Concerto da suonare da me solo e senza orchestre, per divertirmi (1946)
- Schluß-Szene aus "Salome" von Richard Strauss-Konzertmäßige Übertragung für Klavier zu zwei Händen (transcripción del final de la ópera Salomé de Strauss) (1947)
- Un nido di scatole sopra il nome del grande e buon amico Harold Rutland (1954)
- Passeggiata veneziana sopra la Barcarola di Offenbach (basada en la Barcarolle de Contes d'Hoffmann [Offenbach]] (1955-56)
- Rosario d'arabeschi (1956)
- Fantasiettina sul nome illustre dell'egregio poeta Christopher Grieve ossia Hugh M'Diarmid (1961)
- Variazione maliziosa e perversa sopra "La morte d'Åse" da Grieg (basada en La muerte de Åse de Peer Gynt (Grieg) (1974)
- Nocturno sinfónico para piano solo (1977-78)
- Villa Tasca: mezzogiorno siciliano-evocación nostálgica y memoria tanta cara y preciosa del giardino meraviglioso, splendido, tropicale (1979-80)
- Opus secretum atque necromanticum (1980-81)
- Passeggiata variata sul nome del caro e gentile amico Clive Spencer-Bentley (1981)
- Passeggiata arlecchinesca sopra un frammento di Busoni ("Rondò arlecchinesco") (basado en el "Rondò Arlecchinesco" [Busoni]) (1981-82)
- Due sutras sul nome dell'amico Alexis (1981, 1984)

### Para órgano solo
- Tres sinfonías :
  - n° 1 (1924)
  - n° 2 (1929-32)
  - n° 3 (1949-53)

### Para carillón solo
- Sugerencia de campana-coral para el carillón de San Lucas (1961) (Iglesia de San Lucas, Germantown, Filadelfia)

### Música de cámara
- Dos quintetos para piano:
  - n° 1 (1919-20)
  - N.º 2 (1932-33; una obra de 432 páginas, probablemente la obra de música de cámara no repetitiva más larga jamás escrita)
- Concertino non grosso para sexteto de cuerdas con piano obbligato quasi continuo (1968) (4 violines, viola y violonchelo)
- Il tessuto d'arabeschi (1979) (flauta y cuarteto de cuerda)
- Fantasiettina atematica (1981) (oboe, flauta y clarinete)

### Música vocal

#### Melodías
- Los álamos (1915) (Ducic, traducción de Selver) (2 versiones)
- Chrysilla (1915) (de Régnier)
- Rosas de la tarde (1915) (Louÿs)
- L'heure exquise (1916) (Verlaine)
- Vocalización para soprano fioriturata (1916) (2 versiones)
- Aparición (1916) (Mallarmé)
- Himno a Afrodita (1916) (Tailhade) (2 versiones)
- L'étang (1917) (Rollinat)
- I Was Not Sorrowful-Poem for Voice and Piano [Spleen] (entre 1917 y 1919) (Dowson)
- Tres poemas para canto y piano (1918, 1919) (Baudelaire y Verlaine)
- Tres fiestas galantes de Verlaine (hacia 1919)
- Le mauvais jardinier (1919) (Gilkin) (incompleto)
- Arabesco (1920) (Shamsuʾd-Dīn Ibrāhīm Mīrzā)
- Tres poemas del "Gulistān" de Saʿdī (1926) (traducción de Toussaint) (2 versiones)
- L'irrémédiable (1927) (Baudelaire)
- Movimiento para voz y piano (1927, 1931)
- Tres poemas (1941) (Verlaine y Baudelaire)
- Frammento cantato" (1967) (Harold Morland)

#### Otros
- Benedizione di San Francesco d'Assisi (1973) (barítono y órgano)
- Música de "El jinete de la noche" (1919) (texto, Robert Nichols), sólo disponible en partitura completa
- Cinque sonetti di Michelagniolo Buonarroti (1923) (barítono y orquesta de cámara)

### Piano y orquesta
Ocho conciertos:
- n° 1 (1915-16)
- N.º 2 (1916-17, la partitura completa se ha perdido)
- n° 3 (1918)
- n° 4 (1918)
- n° 5 (1920)
- n° 6 (1922)
- N.º 7, Simorg-Anka (1924)
- n° 8 (1927-28)

Otras piezas para piano y orquesta:
- Variaciones sinfónicas para piano y orquesta" (1935-37, 1953-56; Sorabji añadió un "Introitus" para orquesta sola y orquestó el primer volumen de las tres "Variaciones sinfónicas para piano")
- Opus clavisymphonicum-Concierto para piano y gran orquesta (1957-59)
- Opusculum clavisymphonicum vel claviorchestrele (1973-75)

### Música orquestal
- Sinfonía n.º 1 para piano, gran orquesta, coro y órgano (1921-22) Se proyectó una segunda sinfonía para piano, gran orquesta, órgano, coro y seis voces solistas; sólo se completó la parte de piano (escrita en 1930-31), pero es, en número de páginas, más larga que el Opus clavicembalisticum [19] y parece ser una obra terminada.[20]
- Sinfonía n.º 2, Jāmī, para gran orquesta, coro sin palabras y barítono solista (1942-51)
- Chaleur-Poème (1916-17)
- Opusculum, para orquesta (1923)
- Messa grande sinfonica (Misa sinfónica) (8 solistas, 2 coros y orquesta) (1955-61)

### Últimas obras
- Transcripción de "In a Summer Garden" (1914, transcripción para piano de la pieza de Frederick Delius del mismo nombre)
- Vocalise n.º 2 (1916)
- Medea (1916)
- El acorde reiterado (1916)
- Misa negra (1922)
- Música para "Fausto" (hacia 1930)
- The Line (1932)
- Toccata n.º 3 (1937?-38?)
- La agonía (1951)